# The Anniversary (gruppo musicale)
I The Anniversary sono stati un gruppo emo e indie rock statunitense.

## Storia degli Anniversary
Si sono formati nel 1997 a Lawrence, in Kansas, e si sono sciolti nel 2004. I membri della band erano: Josh Berwanger, James David, Christian Jankowski, Adrianne Verhoeven e Justin Roelofs. Hanno pubblicato due album: Designing a Nervous Breakdown (2000) e Your Majesty (2002) più vari EP. Nel 2008, a quattro anni dallo scioglimento della band, è uscito Devil on Our Side: B-Sides & Rarities, una compilation in forma di doppio album con canzoni nuove e alcune presenti già nei precedenti album. Tutti gli album sono stati pubblicati dalla Vagrant Records.

## Formazione
- James David - basso
- Adrianne Verhoeven - voce, tastiere
- Josh Berwanger - chitarra
- Christian Jankowski - batteria
- Justin Roelofs - chitarra, voce

## Discografia

### Album studio
- 2000 - Designing a Nervous Breakdown (Vagrant)
- 2002 - Your Majesty (Vagrant)

### Raccolte
- 2008 - Devil on Our Side: B-Sides & Rarities (Vagrant)

### EP
- 2000 - Fall Tour EP (Vagrant)
- 2001 - Sub Pop Singles Club (Sub Pop)

### Singoli
- 2003 - 100 Ships (Devil in the Woods Magazine)

### Split discografico|Split
- 1998 - The Anniversary/Proudentall Split (Paper Brigade Records)
- 1998 - Central Standard Time/Vasil + Bluey (Vagrant)
- 2000 - Fall Tour EP (Vagrant)
- 2001 - The Anniversary/Superdrag Split (Vagrant)
- 2002 - The Anniversary/Hot Rod Circuit Split (Vagrant)